# Luisa di Prussia
Luisa di Prussia, nome completo Luise Marie Elisabeth (Berlino, 3 dicembre 1838 – Baden-Baden, 23 aprile 1923), nata principessa di Prussia, fu granduchessa di Baden come consorte del granduca Federico I di Baden (1826-1907).

## Biografia

### Infanzia
Luisa era la figlia secondogenita di Guglielmo I di Germania (1797-1888) e di Augusta di Sassonia-Weimar (1811-1890). In famiglia era chiamata "Vivi". I suoi genitori erano una coppia felice ma tesa, e Luisa aveva solo un fratello, il principe Federico, che aveva sette anni più di lei. Alla sua nascita, Augusta dichiarò che il suo dovere di perpetuare la dinastia degli Hohenzollern era completo.
Crebbe nelle città di Berlino e di Coblenza, dove il padre fu nominato nel 1849 Governatore Generale della Renania. La madre, durante la sua infanzia, la istruì sia nelle scienze umane sia nelle varie occupazioni di cui, secondo le usanze, si doveva occupare una principessa di sangue reale. Queste occupazioni consistevano in opere di carattere sociale, come le visite agli orfanotrofi, agli ospedali e alle organizzazioni caritatevoli.
Luisa mise in pratica questi insegnamenti istituendo nel 1859, nella città di Karlsruhe, la prima associazione femminile che funse da anticipatrice della Croce Rossa.

### Matrimonio

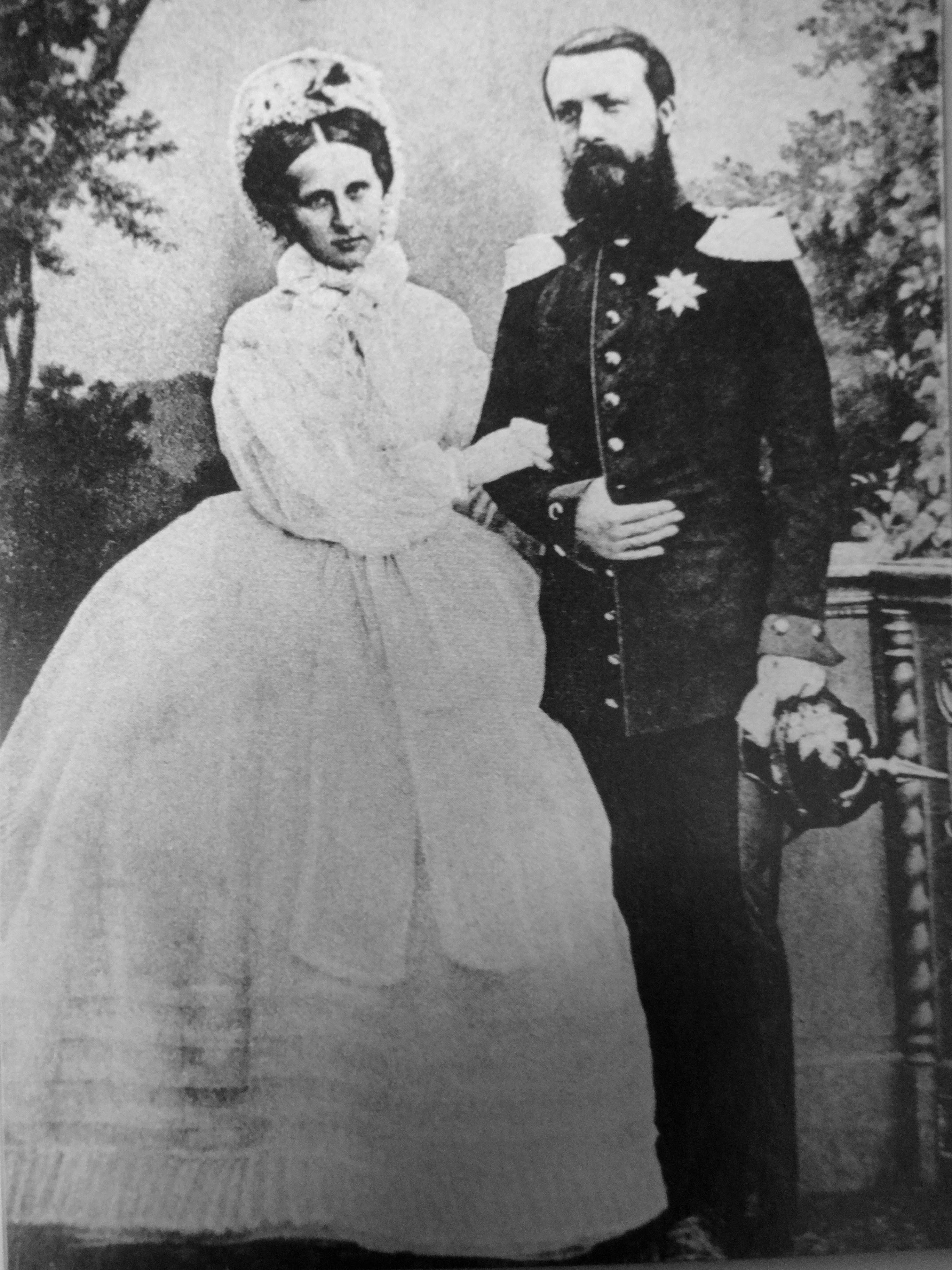
Federico I di Baden e Luisa di Prussia

Luisa fu promessa in sposa a Federico, principe reggente di Baden, figlio di Leopoldo I di Baden e della principessa Sofia Guglielmina di Svezia, nel 1854; si sposarono il 20 settembre 1856 al Neues Palais di Potsdam. Federico era reggente a causa della pazzia di suo fratello Luigi e fu proclamato Granduca di Baden quando i medici dichiararono che non c'era possibilità di recupero. Come unica figlia del principe ereditario prussiano (e successivamente imperatore), il loro matrimonio fece sì che Baden acquisisse una grande importanza, e ancor più una volta che l'impero tedesco fu fondato.
Luisa era una moglie e madre felice: scrisse ad un amico che "dal nostro ultimo incontro, la mia vita è diventata tanto più bella, più preziosa, per me, la mia felicità è tanto più ricca e profonda di prima".

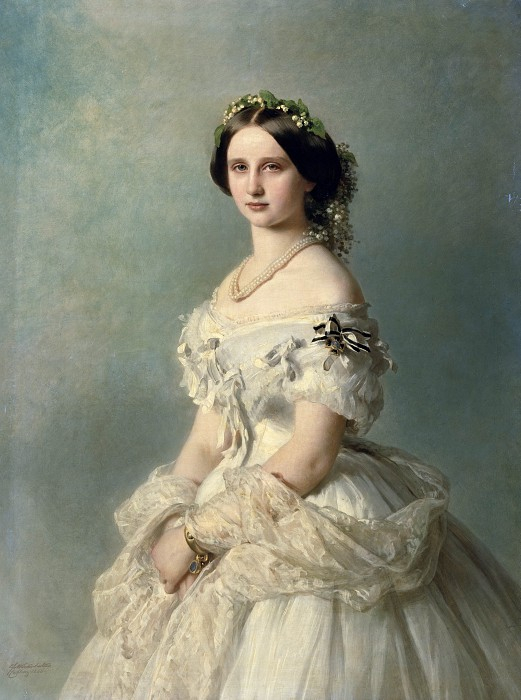
Franz Xaver Winterhalter, Ritratto della granduchessa Luisa di Prussia, 1856, Museo Puškin, Mosca

Arrivando alla corte di Baden, Luisa vi incontrò la granduchessa in carica, nata Stefania di Beauharnais, figlia adottiva di Napoleone Bonaparte e madre presunta dell'enigmatico Kaspar Hauser.
Luisa e Federico non amavano la rigidità della corte di Karlsruhe e fuggivano volentieri nel loro castello sull'isola di Mainau. Erano popolari a Baden e tutti parlavano con affetto orgoglioso dei loro granduca e duchessa a Costanza, dove la coppia aveva una residenza estiva.
Luisa era una grande amica di Alice, granduchessa d'Assia, sorella minore di sua cognata, e le due si visitavano spesso. Nelle lettere della regina Vittoria, lei e Federico venivano sempre citati con piacere o simpatia come buoni Fritz e Louise di Baden. Sebbene fossero amiche, Luisa e sua cognata Vittoria hanno sempre avuto un "confronto non troppo amichevole", in particolare quando paragonavano i loro figli: mentre il figlio maggiore di Vittoria, il principe ereditario Guglielmo era nato con un braccio deformato, Luisa a quanto pare non poteva resistere vantandosi che i suoi tre figli fossero più sani e più grandi alla stessa età. Luisa era molto affezionata a suo nipote, tuttavia, e Vittoria scrisse a sua madre che la granduchessa "lo ha rovinato in modo terribile". Le relazioni tra Luisa e Vittoria si fecero ancora più distanti quando la prima voleva che suo figlio, il principe ereditario Federico, sposasse la nipote di Vicky, la principessa Elisabetta d'Assia; la principessa sposò invece il granduca Sergej Aleksandrovič di Russia e Luisa ritenne che la sua famiglia fosse stata snobbata. Tuttavia, anche il figlio di Vicky, Guglielmo, era stato rifiutato da Elisabetta, cosa di cui Luisa sembrava inconsapevole.
La guerra austro-prussiana causò un certo attrito tra Baden e Prussia, in quanto il primo, nonostante i loro stretti legami familiari a Berlino, scelse di sostenere gli austriaci.

### Attività filantropiche

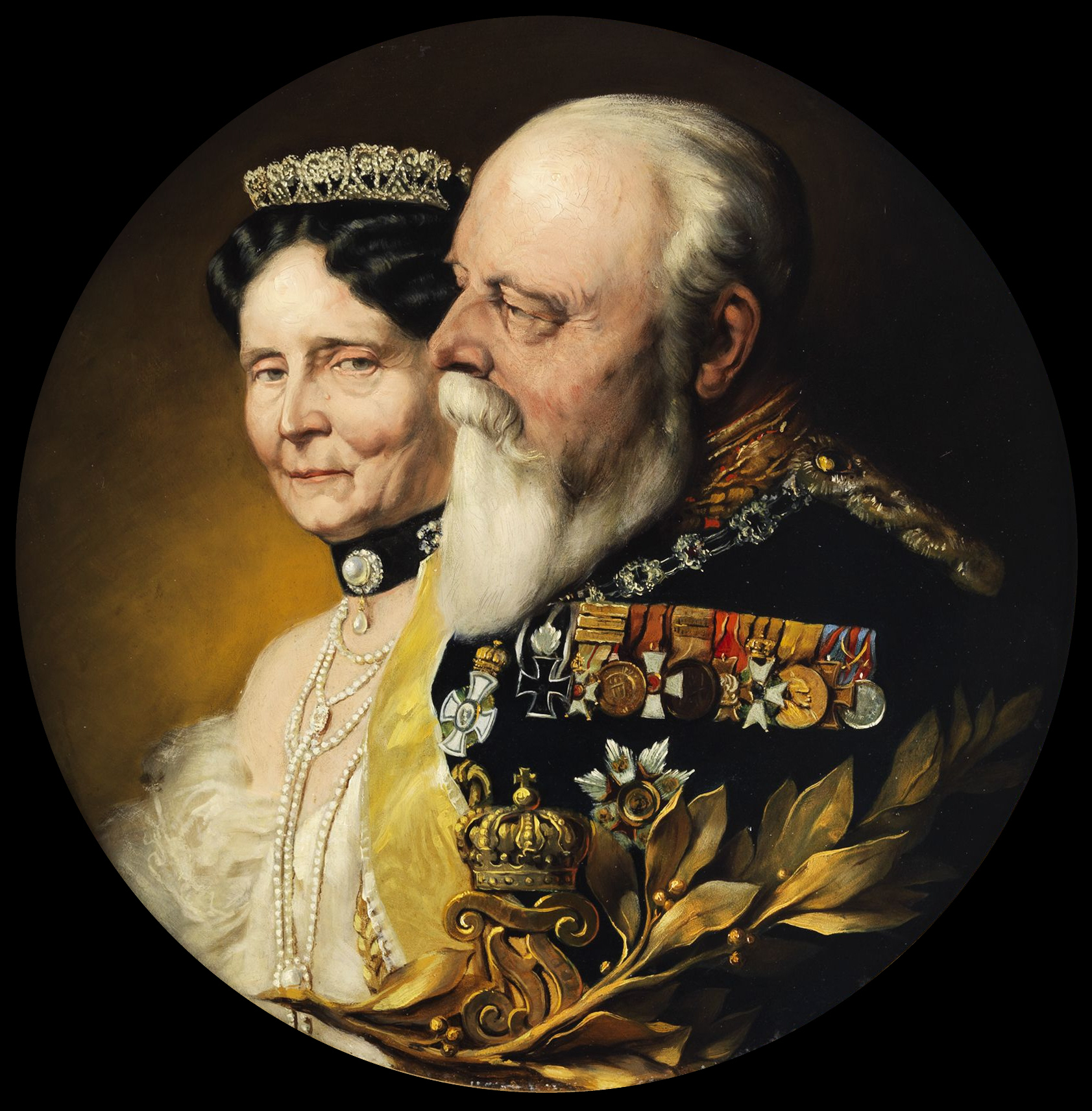
Federico I di Baden e Luisa di Baden ritratti da Ferdinand Keller nel 1906

Luisa era molto coinvolta nelle organizzazioni caritatevoli del suo ducato, in particolare per quanto riguarda le donne. Contribuì a fondare un'associazione benefica per le donne, chiamata Baden Frauenverein, che si concentrava sulla fondazione di ospedali e case per i bambini. Con il sostegno dell'Associazione delle donne, Luisa fondò la prima scuola di casalinghe di Baden a Karlsruhe, portando avanti l'obiettivo di Theodor Gottlieb von Hippel.
Mantenne una corrispondenza con Florence Nightingale. La granduchessa ebbe anche per tutta la vita un'amicizia con Clara Barton, che incontrò durante la guerra franco-prussiana. Organizzarono ospedali militari e aiutarono ad organizzare fabbriche di cucito per le donne per aiutare lo sforzo bellico.
Nonostante la sua età, Luisa fu presente per dare il bentornato ai soldati tedeschi feriti al loro ritorno in Germania dai campi di prigionia francesi.

### Morte

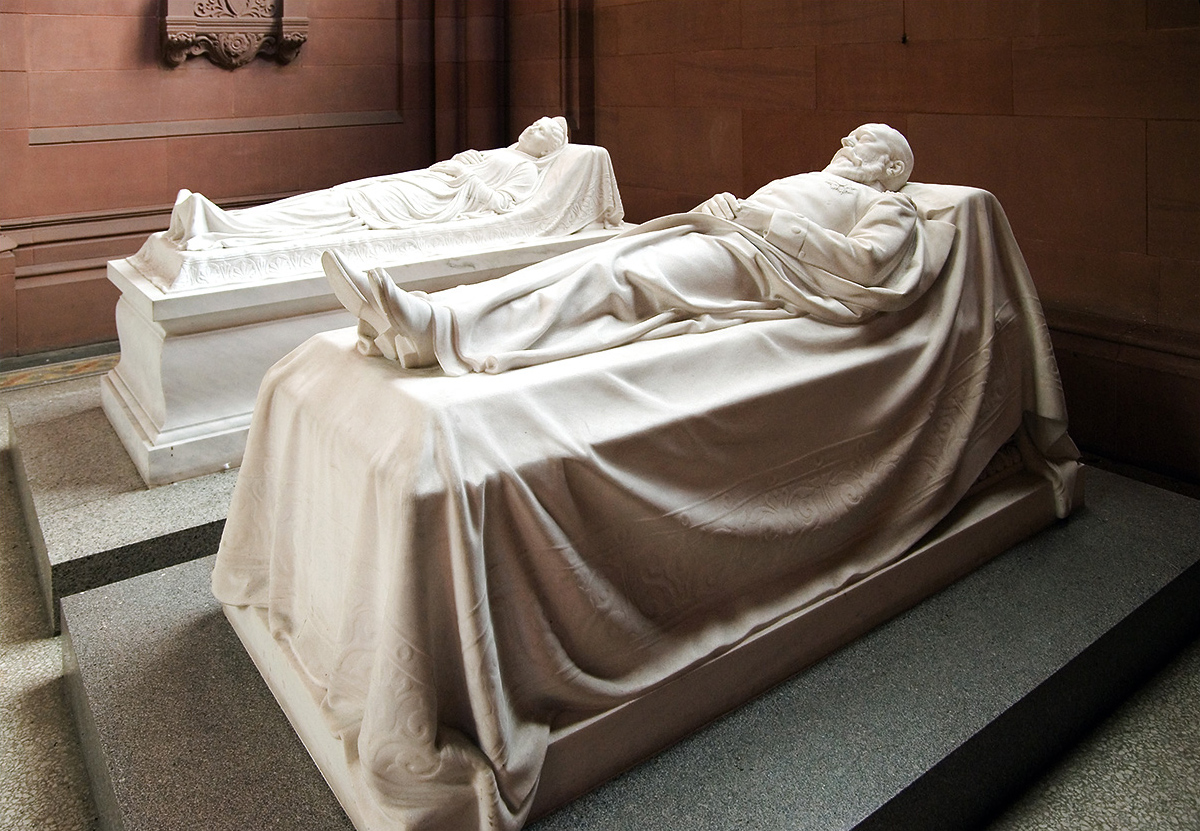
La tomba di Federico I e di sua moglie

Nel giro di due anni Luisa perse il padre, il fratello, il figlio minore e la madre. Federico morì il 28 settembre 1907 e il loro primogenito gli successe come Federico II. In quello stesso anno, la loro unica figlia Vittoria divenne regina consorte di Svezia.
Luisa visse abbastanza per vedere il suo ducato assorbito nel nuovo stato tedesco dopo la rivoluzione del 1918-19 che ebbe luogo alla fine della prima guerra mondiale.
Dopo l'abdicazione dell'imperatore tedesco, i disordini si diffusero a Karlsruhe. Il figlio di un cortigiano condusse un gruppo di soldati fino alla facciata del palazzo, seguito da una grande folla di persone, e vi furono sparati alcuni colpi. Luisa, così come il resto della famiglia, lasciò il palazzo e partì per il palazzo Zwingenberg, nella valle del Neckar. Con il permesso del nuovo governo, fu loro concesso di rimanere al Palazzo Langenstein, che apparteneva a un conte svedese. Durante questi eventi, si disse che Luisa avesse mantenuto la calma e non avesse pronunciato mai una parola di lamentela. Nel 1919 la famiglia chiese il permesso al governo di risiedere a Mainau; fu risposto che ora erano privati cittadini e potevano fare ciò che desideravano.
Il nuovo governo repubblicano le diede il permesso di vivere il resto della sua vita a Baden-Baden, dove morì il 23 aprile 1923. Fu l'ultima nipote sopravvissuta di Federico Guglielmo III di Prussia.

## Discendenza
Dal matrimonio tra Federico I di Baden e Luisa nacquero tre figli:
- Federico II di Baden (1857-1928), sposò Hilda di Lussemburgo;
- Vittoria (1862-1930), sposò Gustavo V di Svezia;
- Luigi (1865-1888).

## Ascendenza
|                                            |                                           |                                                | Genitori                                               |  |  | Nonni |  |  | Bisnonni                         |  |  | Trisnonni                    |  |
|                                            |                                           |                                                |                                                        |  |  |       |  |  | Federico Guglielmo II di Prussia |  |  | Augusto Guglielmo di Prussia |  |
|                                            |                                           |                                                |                                                        |  |  |       |  |  | Federico Guglielmo II di Prussia |  |  | Augusto Guglielmo di Prussia |  |
|                                            |                                           | Luisa Amalia di Brunswick-Lüneburg             |                                                        |  |  |       |  |  | Federico Guglielmo II di Prussia |  |  |                              |  |
| Federico Guglielmo III di Prussia          |                                           |                                                |                                                        |  |  |       |  |  | Federico Guglielmo II di Prussia |  |  |                              |  |
|                                            |                                           | Federica Luisa d'Assia-Darmstadt               | Luigi IX d'Assia-Darmstadt                             |  |  |       |  |  |                                  |  |  |                              |  |
|                                            |                                           | Federica Luisa d'Assia-Darmstadt               | Luigi IX d'Assia-Darmstadt                             |  |  |       |  |  |                                  |  |  |                              |  |
|                                            |                                           | Federica Luisa d'Assia-Darmstadt               | Carolina del Palatinato-Zweibrücken-Birkenfeld         |  |  |       |  |  |                                  |  |  |                              |  |
| Guglielmo I di Germania                    |                                           | Federica Luisa d'Assia-Darmstadt               |                                                        |  |  |       |  |  |                                  |  |  |                              |  |
|                                            |                                           | Carlo II di Meclemburgo-Strelitz               | Carlo Ludovico Federico di Meclemburgo-Strelitz        |  |  |       |  |  |                                  |  |  |                              |  |
|                                            |                                           | Carlo II di Meclemburgo-Strelitz               | Carlo Ludovico Federico di Meclemburgo-Strelitz        |  |  |       |  |  |                                  |  |  |                              |  |
|                                            |                                           | Carlo II di Meclemburgo-Strelitz               | Elisabetta Albertina di Sassonia-Hildburghausen        |  |  |       |  |  |                                  |  |  |                              |  |
| Luisa di Meclemburgo-Strelitz              |                                           | Carlo II di Meclemburgo-Strelitz               |                                                        |  |  |       |  |  |                                  |  |  |                              |  |
|                                            |                                           | Federica Carolina Luisa d'Assia-Darmstadt      | Giorgio Guglielmo d'Assia-Darmstadt                    |  |  |       |  |  |                                  |  |  |                              |  |
|                                            |                                           | Federica Carolina Luisa d'Assia-Darmstadt      | Giorgio Guglielmo d'Assia-Darmstadt                    |  |  |       |  |  |                                  |  |  |                              |  |
|                                            |                                           | Federica Carolina Luisa d'Assia-Darmstadt      | Maria Luisa Albertina di Leiningen-Dagsburg-Falkenburg |  |  |       |  |  |                                  |  |  |                              |  |
| Luisa di Prussia                           |                                           | Federica Carolina Luisa d'Assia-Darmstadt      |                                                        |  |  |       |  |  |                                  |  |  |                              |  |
|                                            | Carlo Augusto di Sassonia-Weimar-Eisenach | Ernesto Augusto II di Sassonia-Weimar-Eisenach |                                                        |  |  |       |  |  |                                  |  |  |                              |  |
|                                            | Carlo Augusto di Sassonia-Weimar-Eisenach | Ernesto Augusto II di Sassonia-Weimar-Eisenach |                                                        |  |  |       |  |  |                                  |  |  |                              |  |
|                                            | Carlo Augusto di Sassonia-Weimar-Eisenach | Anna Amalia di Brunswick-Wolfenbüttel          |                                                        |  |  |       |  |  |                                  |  |  |                              |  |
| Carlo Federico di Sassonia-Weimar-Eisenach | Carlo Augusto di Sassonia-Weimar-Eisenach |                                                |                                                        |  |  |       |  |  |                                  |  |  |                              |  |
|                                            |                                           | Luisa Augusta d'Assia-Darmstadt                | Luigi IX d'Assia-Darmstadt                             |  |  |       |  |  |                                  |  |  |                              |  |
|                                            |                                           | Luisa Augusta d'Assia-Darmstadt                | Luigi IX d'Assia-Darmstadt                             |  |  |       |  |  |                                  |  |  |                              |  |
|                                            |                                           | Luisa Augusta d'Assia-Darmstadt                | Carolina del Palatinato-Zweibrücken-Birkenfeld         |  |  |       |  |  |                                  |  |  |                              |  |
| Augusta di Sassonia-Weimar                 |                                           | Luisa Augusta d'Assia-Darmstadt                |                                                        |  |  |       |  |  |                                  |  |  |                              |  |
|                                            |                                           | Paolo I di Russia                              | Pietro III di Russia                                   |  |  |       |  |  |                                  |  |  |                              |  |
|                                            |                                           | Paolo I di Russia                              | Pietro III di Russia                                   |  |  |       |  |  |                                  |  |  |                              |  |
|                                            |                                           | Paolo I di Russia                              | Caterina II di Russia                                  |  |  |       |  |  |                                  |  |  |                              |  |
| Marija Pavlovna Romanova                   |                                           | Paolo I di Russia                              |                                                        |  |  |       |  |  |                                  |  |  |                              |  |
|                                            |                                           | Sofia Dorotea di Württemberg                   | Federico II Eugenio di Württemberg                     |  |  |       |  |  |                                  |  |  |                              |  |
|                                            |                                           | Sofia Dorotea di Württemberg                   | Federico II Eugenio di Württemberg                     |  |  |       |  |  |                                  |  |  |                              |  |
|                                            |                                           | Sofia Dorotea di Württemberg                   | Federica Dorotea di Brandeburgo-Schwedt                |  |  |       |  |  |                                  |  |  |                              |  |
|                                            |                                           | Sofia Dorotea di Württemberg                   |                                                        |  |  |       |  |  |                                  |  |  |                              |  |